# Edina Alves
Edina Alves Batista (Goioerê, 10 de janeiro de 1980) é uma árbitra de futebol e professora de Educação física brasileira.
Atualmente, pertence ao quadro de árbitros da Federação Paulista de Futebol (FPF), da Confederação Brasileira de Futebol (CBF), Confederação Sul-Americana de Futebol (CONMEBOL) e Federação Internacional de Futebol (FIFA). É a árbitra que mais atuou em jogos na história da Série A do Campeonato Brasileiro.

## Carreira
Filha de um caminhoneiro e uma dona de casa, começou sua carreira no basquetebol como ala-armadora e começou a fazer o curso de arbitragem no final de 1999 e, na época, se revezava entre arbitrar partidas de futebol amador e o trabalho em um viveiro de mudas de plantas. Parte do pagamento era utilizado para custear cursos de arbitragem, e os 550 quilômetros de transporte para as aulas.
Após se formar em Educação física, em 2001, deixou o emprego no viveiro e passou a trabalhar na Liga de Futebol do Paraná como secretária.
Faz parte do quadro de arbitragem da CBF desde 2007.
Em 2013, trabalhou na Série B do Campeonato Brasileiro masculino, e um dos momentos marcantes foi ter atuado como assistente em um jogo de Palmeiras 3–0 Boa Esporte, resultando na vitória do Palmeiras na série B daquele ano.
Passou a fazer parte do quadro de arbitragem da FIFA, em 2016. Arbitrou em dois jogos, em abril de 2018, na Copa América Feminina de 2018.
Em 2019, se tornou a primeira mulher a apitar um jogo de futebol da Série A do Brasileirão, após quase 14 anos da última vez que isso tinha acontecido, seguindo o caminho aberto por Sílvia Regina de Oliveira.
Celebrou quatro partidas na Copa do Mundo Feminina da FIFA de 2019, incluindo a semifinal entre a Inglaterra e os Estados Unidos.
Foi escalada para apitar o Mundial de Clubes no Catar, ocorrida em 2021, e se tornou a primeira mulher a ser árbitra de um jogo masculino profissional da FIFA. Atuou na partida entre Ulsan e Al-Duhail.
Ainda em 2021, apitou dois jogos do futebol feminino nos Jogos Olímpicos de Tóquio. Em maio daquele ano, Edina Alves e Neuza Back arbitraram o jogo entre Defensa y Justicia e Independiente del Valle, que foi o primeiro jogo da história da Copa Libertadores da América a ter apenas mulheres na equipe de arbitragem. No mesmo ano, se torna árbitra com mais jogos na história da Série A.
Se tornou a primeira mulher a apitar a final de um Campeonato Paulista, atuando no jogo de ida da edição de 2023, com resultado Água Santa 2–1 Palmeiras.
Apitou a Copa do Mundo de Futebol Feminino de 2023, ocorrida na Nova Zelândia e Austrália. Edina apitou na estreia da anfitriã Austrália, que derrotou a Irlanda por 1–0. Ao apitar a semifinal entre Espanha e Suécia, apitou seu oitavo jogo em Copa do Mundo, quebrando o recorde brasileiro, superando Carlos Simon, que apitou sete partidas entre 2002 e 2010.

## Estatísticas
Estas são estatísticas das principais competições nacionais e internacionais.

### Competições da FIFA
Fonte: 

#### Copa do Mundo Feminino
| Edição | Fase      | Data   | Partida       | Partida | Partida        | Estádio             | Cidade      | Cartões                       | Cartões                           | Cartões | Pênalti · Pênalti | Ref.   |
| Edição | Fase      | Data   | Mandante      | Placar  | Visitante      | Estádio             | Cidade      | Penalizado com cartão amarelo | Penalizado · Penalizado · Expulso | Expulso | Pênalti · Pênalti | Ref.   |
| ------ | --------- | ------ | ------------- | ------- | -------------- | ------------------- | ----------- | ----------------------------- | --------------------------------- | ------- | ----------------- | ------ |
| 2019   | Grupo E   | 11/jun | Nova Zelândia | 0 – 1   | Países Baixos  | Océane              | Le Havre    | 0                             | 0                                 | 0       | 0                 | [ 28 ] |
| 2019   | Grupo B   | 17/jun | China         | 0 – 0   | Espanha        | Océane              | Le Havre    | 1                             | 0                                 | 0       | 0                 | [ 29 ] |
| 2019   | Oitavas   | 25/jun | Itália        | 2 – 0   | China          | De la Mosson        | Montpellier | 0                             | 0                                 | 0       | 0                 | [ 30 ] |
| 2019   | Semifinal | 2/jul  | Inglaterra    | 1 – 2   | Estados Unidos | Parc Olympique      | Lyon        | 4                             | 1                                 | 0       | 0                 | [ 31 ] |
| 2023   | Grupo B   | 20/jul | Austrália     | 1 – 0   | Irlanda        | Australia           | Sydney      | 1                             | 0                                 | 0       | 0                 | [ 32 ] |
| 2023   | Grupo H   | 30/jul | Coreia do Sul | 0 – 1   | Marrocos       | Hindmarsh           | Adelaide    | 1                             | 0                                 | 0       | 0                 | [ 33 ] |
| 2023   | Oitavas   | 5/ago  | Japão         | 3 – 1   | Noruega        | Wellington Regional | Wellington  | 0                             | 0                                 | 0       | 0                 | [ 34 ] |
| 2023   | Semifinal | 15/ago | Espanha       | 2 – 1   | Suécia         | Eden Park           | Auckland    | 0                             | 0                                 | 0       | 0                 | [ 35 ] |
| Total  | Total     | Total  | Total         | Total   | Total          | Total               | Total       | 7                             | 1                                 | 0       | 0                 |        |

#### Copa do Mundo Feminino Sub-20
| Edição | Fase    | Data   | Partida  | Partida | Partida       | Estádio    | Cidade     | Cartões                       | Cartões                           | Cartões | Pênalti · Pênalti | Ref.   |
| Edição | Fase    | Data   | Mandante | Placar  | Visitante     | Estádio    | Cidade     | Penalizado com cartão amarelo | Penalizado · Penalizado · Expulso | Expulso | Pênalti · Pênalti | Ref.   |
| ------ | ------- | ------ | -------- | ------- | ------------- | ---------- | ---------- | ----------------------------- | --------------------------------- | ------- | ----------------- | ------ |
| 2018   | Grupo D | 6/ago  | Haiti    | 1 – 2   | China         | Marville   | Saint-Malo | 3                             | 0                                 | 0       | 0                 | [ 36 ] |
| 2018   | Grupo A | 12/ago | Gana     | 1 – 0   | Nova Zelândia | Guy Piriou | Concarneau | 0                             | 0                                 | 0       | 0                 | [ 37 ] |
| 2018   | Quartas | 17/ago | Alemanha | 1 – 3   | Japão         | Rabine     | Vannes     | 0                             | 0                                 | 0       | 0                 | [ 38 ] |
| Total  | Total   | Total  | Total    | Total   | Total         | Total      | Total      | 3                             | 0                                 | 0       | 0                 |        |

#### Copa do Mundo de Clubes Masculino
| Edição | Fase      | Data  | Partida  | Partida | Partida   | Estádio       | Cidade    | Cartões                       | Cartões                           | Cartões | Pênalti · Pênalti | Ref.   |
| Edição | Fase      | Data  | Mandante | Placar  | Visitante | Estádio       | Cidade    | Penalizado com cartão amarelo | Penalizado · Penalizado · Expulso | Expulso | Pênalti · Pênalti | Ref.   |
| ------ | --------- | ----- | -------- | ------- | --------- | ------------- | --------- | ----------------------------- | --------------------------------- | ------- | ----------------- | ------ |
| 2020   | 5.º lugar | 7/fev | Ulsan    | 1 – 3   | Al-Duhail | Ahmed bin Ali | Al Rayyan | 3                             | 0                                 | 0       | 0                 | [ 39 ] |
| Total  | Total     | Total | Total    | Total   | Total     | Total         | Total     | 3                             | 0                                 | 0       | 0                 |        |

### Jogos Olímpicos
Fonte: 

#### Feminino
| Edição | Fase    | Data   | Partida       | Partida                  | Partida   | Estádio          | Cidade   | Cartões                       | Cartões                           | Cartões | Pênalti · Pênalti | Ref.   |
| Edição | Fase    | Data   | Mandante      | Placar                   | Visitante | Estádio          | Cidade   | Penalizado com cartão amarelo | Penalizado · Penalizado · Expulso | Expulso | Pênalti · Pênalti | Ref.   |
| ------ | ------- | ------ | ------------- | ------------------------ | --------- | ---------------- | -------- | ----------------------------- | --------------------------------- | ------- | ----------------- | ------ |
| 2020   | Grupo E | 21/jul | Japão         | 1 – 1                    | Canadá    | Sapporo Dome     | Sapporo  | 1                             | 0                                 | 0       | 1                 | [ 40 ] |
| 2020   | Grupo G | 24/jul | Suécia        | 4 – 2                    | Austrália | Saitama 2002     | Saitama  | 0                             | 0                                 | 0       | 1                 | [ 41 ] |
| 2024   | Grupo A | 31/jul | Nova Zelândia | 1 – 2                    | França    | Parc O. Lyonnais | Lyon     | 1                             | 0                                 | 0       | 0                 | [ 42 ] |
| 2024   | Quartas | 3/ago  | Canadá        | 0 – 0 (pro) (2 – 4 pen.) | Alemanha  | Vélodrome        | Marselha | 3                             | 0                                 | 0       | 0                 | [ 43 ] |
| Total  | Total   | Total  | Total         | Total                    | Total     | Total            | Total    | 5                             | 0                                 | 0       | 2                 |        |

### Competições da CONMEBOL
Fonte: 

#### Copa América Feminino
| Edição | Fase      | Data   | Partida  | Partida                  | Partida   | Estádio          | Cidade    | Cartões                       | Cartões                           | Cartões | Pênalti · Pênalti | Ref.   |
| Edição | Fase      | Data   | Mandante | Placar                   | Visitante | Estádio          | Cidade    | Penalizado com cartão amarelo | Penalizado · Penalizado · Expulso | Expulso | Pênalti · Pênalti | Ref.   |
| ------ | --------- | ------ | -------- | ------------------------ | --------- | ---------------- | --------- | ----------------------------- | --------------------------------- | ------- | ----------------- | ------ |
| 2018   | Grupo A   | 6/abr  | Chile    | 1 – 1                    | Colômbia  | La Portada       | La Serena | 1                             | 0                                 | 0       | 0                 | [ 44 ] |
| 2018   | Grupo A   | 12/abr | Paraguai | 2 – 1                    | Uruguai   | La Portada       | La Serena | 1                             | 0                                 | 0       | 0                 | [ 45 ] |
| 2022   | Grupo A   | 8/jul  | Colômbia | 4 – 2                    | Paraguai  | Pascual Guerrero | Cáli      | 4                             | 0                                 | 0       | 0                 | [ 46 ] |
| 2022   | Grupo A   | 14/jul | Chile    | 2 – 1                    | Equador   | Pascual Guerrero | Cáli      | 4                             | 0                                 | 0       | 0                 | [ 47 ] |
| 2022   | 5.º lugar | 24/jul | Chile    | 1 – 1 (pro) 4 – 2 (pen.) | Venezuela | Centenário       | Armênia   | 4                             | 0                                 | 0       | 0                 | [ 48 ] |
| Total  | Total     | Total  | Total    | Total                    | Total     | Total            | Total     | 14                            | 0                                 | 0       | 0                 |        |

#### Copa América Masculino
| Edição | Fase    | Data  | Partida  | Partida | Partida   | Estádio  | Cidade  | Cartões                       | Cartões                           | Cartões | Pênalti · Pênalti | Ref.   |
| Edição | Fase    | Data  | Mandante | Placar  | Visitante | Estádio  | Cidade  | Penalizado com cartão amarelo | Penalizado · Penalizado · Expulso | Expulso | Pênalti · Pênalti | Ref.   |
| ------ | ------- | ----- | -------- | ------- | --------- | -------- | ------- | ----------------------------- | --------------------------------- | ------- | ----------------- | ------ |
| 2024   | Grupo C | 1/jul | Bolívia  | 1 – 3   | Panamá    | Inter&Co | Orlando | 3                             | 0                                 | 0       | 0                 | [ 49 ] |
| Total  | Total   | Total | Total    | Total   | Total     | Total    | Total   | 3                             | 0                                 | 0       | 0                 |        |

#### Copa Libertadores Feminino
| Edição | Fase    | Data   | Partida              | Partida          | Partida              | Estádio             | Cidade   | Cartões                       | Cartões                           | Cartões | Pênalti · Pênalti | Ref.   |
| Edição | Fase    | Data   | Mandante             | Placar           | Visitante            | Estádio             | Cidade   | Penalizado com cartão amarelo | Penalizado · Penalizado · Expulso | Expulso | Pênalti · Pênalti | Ref.   |
| ------ | ------- | ------ | -------------------- | ---------------- | -------------------- | ------------------- | -------- | ----------------------------- | --------------------------------- | ------- | ----------------- | ------ |
| 2021   | Grupo C | 4/nov  | Deportivo Cali       | 2 – 0            | Alianza Lima         | Manuel Ferreira     | Assunção | 4                             | 0                                 | 0       | 0                 | [ 50 ] |
| 2021   | Grupo C | 10/nov | Universidad de Chile | 1 – 4            | Deportivo Cali       | Manuel Ferreira     | Assunção | 1                             | 0                                 | 0       | 2                 | [ 51 ] |
| 2022   | Grupo D | 14/out | América de Cali      | 1 – 0            | Santiago Morning     | Gonzalo P. Ripalda  | Quito    | 3                             | 0                                 | 0       | 0                 | [ 52 ] |
| 2022   | Grupo D | 20/out | Santiago Morning     | 7 – 0            | Deportivo Lara       | Rodrigo Paz Delgado | Quito    | 2                             | 1                                 | 1       | 1                 | [ 53 ] |
| 2022   | Quartas | 23/out | América de Cali      | 1 – 1 (4–2 pen.) | Universidad de Chile | Rodrigo Paz Delgado | Quito    | 4                             | 0                                 | 0       | 0                 | [ 54 ] |
| 2023   | Grupo B | 5/out  | Santa Fe             | 1 – 2            | Olimpia              | Techo               | Bogotá   | 2                             | 0                                 | 0       | 0                 | [ 55 ] |
| 2023   | Grupo B | 11/out | Universidad de Chile | 1 – 1            | Santa Fe             | Techo               | Bogotá   | 4                             | 0                                 | 0       | 0                 | [ 56 ] |
| 2023   | Grupo C | 9/out  | Colo-Colo            | 4 – 0            | Libertad             | Techo               | Bogotá   | 1                             | 0                                 | 0       | 0                 | [ 57 ] |
| Total  | Total   | Total  | Total                | Total            | Total                | Total               | Total    | 21                            | 1                                 | 1       | 3                 |        |

#### Copa Libertadores Masculino
| Edição | Fase    | Data   | Partida  | Partida | Partida           | Estádio         | Cidade   | Cartões                       | Cartões                           | Cartões | Pênalti · Pênalti | Ref.   |
| Edição | Fase    | Data   | Mandante | Placar  | Visitante         | Estádio         | Cidade   | Penalizado com cartão amarelo | Penalizado · Penalizado · Expulso | Expulso | Pênalti · Pênalti | Ref.   |
| ------ | ------- | ------ | -------- | ------- | ----------------- | --------------- | -------- | ----------------------------- | --------------------------------- | ------- | ----------------- | ------ |
| 2023   | Grupo H | 24/mai | Melgar   | 0 – 1   | Atlético Nacional | Monumental UNSA | Arequipa | 4                             | 1                                 | 0       | 0                 | [ 58 ] |
| Total  | Total   | Total  | Total    | Total   | Total             | Total           | Total    | 4                             | 1                                 | 0       | 0                 |        |

#### Copa Sul-Americana Masculino
| Edição | Fase    | Data   | Partida      | Partida | Partida                   | Estádio   | Cidade  | Cartões                       | Cartões                           | Cartões | Pênalti · Pênalti | Ref.   |
| Edição | Fase    | Data   | Mandante     | Placar  | Visitante                 | Estádio   | Cidade  | Penalizado com cartão amarelo | Penalizado · Penalizado · Expulso | Expulso | Pênalti · Pênalti | Ref.   |
| ------ | ------- | ------ | ------------ | ------- | ------------------------- | --------- | ------- | ----------------------------- | --------------------------------- | ------- | ----------------- | ------ |
| 2024   | Grupo A | 25/abr | Always Ready | 2 – 0   | Universidad César Vallejo | Municipal | El Alto | 4                             | 0                                 | 0       | 0                 | [ 59 ] |
| Total  | Total   | Total  | Total        | Total   | Total                     | Total     | Total   | 4                             | 0                                 | 0       | 0                 |        |

### Competições da CBF
Fonte: 

#### Campeonato Brasileiro Feminino – Série A1
| Edição | Fase      | Data   | Partida     | Partida | Partida     | Estádio           | Cidade    | Cartões                       | Cartões                           | Cartões | Pênalti · Pênalti | Ref.   |
| Edição | Fase      | Data   | Mandante    | Placar  | Visitante   | Estádio           | Cidade    | Penalizado com cartão amarelo | Penalizado · Penalizado · Expulso | Expulso | Pênalti · Pênalti | Ref.   |
| ------ | --------- | ------ | ----------- | ------- | ----------- | ----------------- | --------- | ----------------------------- | --------------------------------- | ------- | ----------------- | ------ |
| 2018   | Final     | 26/out | Corinthians | 4 – 0   | Rio Preto   | Parque São Jorge  | São Paulo | 6                             | 0                                 | 0       | 1                 | [ 60 ] |
| 2021   | Final     | 26/set | Corinthians | 3 – 1   | Palmeiras   | Neo Química Arena | São Paulo | 1                             | 0                                 | 0       | 0                 | [ 61 ] |
| 2022   | Semifinal | 10/set | Palmeiras   | 0 – 4   | Corinthians | Allianz Parque    | São Paulo | 9                             | 0                                 | 0       | 1                 | [ 62 ] |
| 2023   | 1.ª fase  | 27/mar | Santos      | 1 – 1   | Palmeiras   | Vila Belmiro      | Santos    | 10                            | 0                                 | 0       | 0                 | [ 63 ] |
| 2023   | 1.ª fase  | 5/jun  | Corinthians | 4 – 0   | Flamengo    | Parque São Jorge  | São Paulo | 7                             | 0                                 | 0       | 0                 | [ 64 ] |
| 2023   | Quartas   | 25/jun | Palmeiras   | 1 – 3   | São Paulo   | Allianz Parque    | São Paulo | 6                             | 0                                 | 0       | 0                 | [ 65 ] |
| 2023   | Final     | 10/set | Corinthians | 2 – 1   | Ferroviária | Neo Química Arena | São Paulo | 5                             | 0                                 | 1       | 0                 | [ 66 ] |
| Total  | Total     | Total  | Total       | Total   | Total       | Total             | Total     | 44                            | 0                                 | 1       | 2                 |        |

#### Campeonato Brasileiro Masculino – Série A
| Edição | Fase      | Data   | Partida             | Partida | Partida             | Estádio           | Cidade         | Cartões                       | Cartões                           | Cartões | Pênalti · Pênalti | Ref.   |
| Edição | Fase      | Data   | Mandante            | Placar  | Visitante           | Estádio           | Cidade         | Penalizado com cartão amarelo | Penalizado · Penalizado · Expulso | Expulso | Pênalti · Pênalti | Ref.   |
| ------ | --------- | ------ | ------------------- | ------- | ------------------- | ----------------- | -------------- | ----------------------------- | --------------------------------- | ------- | ----------------- | ------ |
| 2022   | 2.º turno | 6/ago  | Juventude           | 0 – 1   | América Mineiro     | Alfredo Jaconi    | Caxias do Sul  | 3                             | 0                                 | 0       | 0                 | [ 67 ] |
| 2022   | 2.º turno | 13/ago | Botafogo            | 0 – 0   | Atlético Goianiense | Nilton Santos     | Rio de Janeiro | 4                             | 1                                 | 0       | 0                 | [ 68 ] |
| 2022   | 2.º turno | 22/ago | Avaí                | 0 – 1   | Internacional       | Ressacada         | Florianópolis  | 7                             | 0                                 | 1       | 1                 | [ 69 ] |
| 2022   | 2.º turno | 19/set | Atlético Goianiense | 1 – 2   | Internacional       | Antônio Accioly   | Goiânia        | 5                             | 0                                 | 0       | 0                 | [ 70 ] |
| 2022   | 2.º turno | 28/set | Fluminense          | 4 – 0   | Juventude           | Maracanã          | Rio de Janeiro | 2                             | 0                                 | 0       | 0                 | [ 71 ] |
| 2022   | 2.º turno | 1/out  | Ceará               | 1 – 2   | América Mineiro     | Arena Castelão    | Fortaleza      | 8                             | 0                                 | 0       | 0                 | [ 72 ] |
| 2022   | 2.º turno | 9/out  | Internacional       | 4 – 2   | Goiás               | Beira-Rio         | Porto Alegre   | 9                             | 0                                 | 0       | 1                 | [ 73 ] |
| 2022   | 2.º turno | 5/nov  | Goiás               | 1 – 0   | Juventude           | Hailé Pinheiro    | Goiânia        | 11                            | 0                                 | 0       | 0                 | [ 74 ] |
| 2022   | 2.º turno | 12/nov | Flamengo            | 1 – 2   | Avaí                | Maracanã          | Rio de Janeiro | 1                             | 0                                 | 0       | 0                 | [ 75 ] |
| 2023   | 1.º turno | 14/abr | Fortaleza           | 1 – 1   | Internacional       | Arena Castelão    | Fortaleza      | 4                             | 0                                 | 0       | 0                 | [ 76 ] |
| 2023   | 1.º turno | 30/abr | Flamengo            | 2 – 3   | Botafogo            | Maracanã          | Rio de Janeiro | 8                             | 2                                 | 0       | 1                 | [ 77 ] |
| 2023   | 1.º turno | 13/mai | Fluminense          | 2 – 0   | Cuiabá              | Maracanã          | Rio de Janeiro | 7                             | 0                                 | 0       | 0                 | [ 78 ] |
| 2023   | 1.º turno | 27/mai | Fortaleza           | 2 – 0   | Vasco da Gama       | Arena Castelão    | Fortaleza      | 4                             | 0                                 | 0       | 0                 | [ 79 ] |
| 2023   | 1.º turno | 11/jun | Internacional       | 2 – 1   | Vasco da Gama       | Beira-Rio         | Porto Alegre   | 5                             | 0                                 | 0       | 0                 | [ 80 ] |
| 2023   | 1.º turno | 22/jun | Grêmio              | 3 – 1   | América Mineiro     | Arena do Grêmio   | Porto Alegre   | 2                             | 1                                 | 0       | 0                 | [ 81 ] |
| 2023   | 1.º turno | 2/jul  | Corinthians         | 0 – 1   | Red Bull Bragantino | Neo Química Arena | São Paulo      | 5                             | 0                                 | 0       | 0                 | [ 82 ] |
| 2023   | 2.º turno | 26/ago | Flamengo            | 0 – 0   | Internacional       | Maracanã          | Rio de Janeiro | 6                             | 0                                 | 0       | 0                 | [ 83 ] |
| 2023   | 2.º turno | 31/out | Bahia               | 1 – 0   | Fluminense          | Arena Fonte Nova  | Salvador       | 7                             | 0                                 | 0       | 0                 | [ 84 ] |
| 2024   | 1.º turno | 28/abr | Internacional       | 1 – 1   | Atlético Goianiense | Beira-Rio         | Porto Alegre   | 4                             | 0                                 | 0       | 0                 | [ 85 ] |
| 2024   | 1.º turno | 11/jul | Flamengo            | 1 – 2   | Fortaleza           | Maracanã          | Rio de Janeiro | 3                             | 0                                 | 0       | 1                 | [ 86 ] |
| 2024   | 2.º turno | 14/set | Atlético Goianiense | 0 – 2   | Vitória             | Antônio Accioly   | Goiânia        | 9                             | 0                                 | 0       | 0                 | [ 87 ] |
| 2024   | 2.º turno | 29/set | Bahia               | 1 – 0   | Criciúma            | Arena Fonte Nova  | Salvador       | 3                             | 0                                 | 0       | 0                 | [ 88 ] |
| 2024   | 2.º turno | 26/out | Grêmio              | 3 – 1   | Atlético Goianiense | Arena do Grêmio   | Porto Alegre   | 7                             | 0                                 | 0       | 1                 | [ 89 ] |
| 2024   | 2.º turno | 20/nov | Cuiabá              | 1 – 2   | Flamengo            | Arena Pantanal    | Cuiabá         | 3                             | 0                                 | 0       | 0                 | [ 90 ] |
| 2024   | 2.º turno | 8/dez  | Juventude           | 0 – 1   | Cruzeiro            | Alfredo Jaconi    | Caxias do Sul  | 5                             | 2                                 | 1       | 0                 | [ 91 ] |
| Total  | Total     | Total  | Total               | Total   | Total               | Total             | Total          | 132                           | 6                                 | 2       | 5                 |        |

#### Campeonato Brasileiro Masculino – Série B
| Edição | Fase      | Data   | Partida             | Partida | Partida         | Estádio           | Cidade         | Cartões                       | Cartões                           | Cartões | Pênalti · Pênalti | Ref.    |
| Edição | Fase      | Data   | Mandante            | Placar  | Visitante       | Estádio           | Cidade         | Penalizado com cartão amarelo | Penalizado · Penalizado · Expulso | Expulso | Pênalti · Pênalti | Ref.    |
| ------ | --------- | ------ | ------------------- | ------- | --------------- | ----------------- | -------------- | ----------------------------- | --------------------------------- | ------- | ----------------- | ------- |
| 2022   | 1.º turno | 15/abr | Grêmio              | 0 – 1   | Chapecoense     | Arena do Grêmio   | Porto Alegre   | 3                             | 0                                 | 0       | 0                 | [ 92 ]  |
| 2022   | 1.º turno | 6/mai  | Sport               | 2 – 0   | Tombense        | Ilha do Retiro    | Recife         | 3                             | 0                                 | 0       | 0                 | [ 93 ]  |
| 2022   | 1.º turno | 19/mai | Náutico             | 1 – 1   | CSA             | Aflitos           | Recife         | 6                             | 0                                 | 1       | 0                 | [ 94 ]  |
| 2022   | 1.º turno | 21/jun | Chapecoense         | 1 – 2   | CRB             | Arena Condá       | Chapecó        | 4                             | 0                                 | 0       | 0                 | [ 95 ]  |
| 2022   | 1.º turno | 25/jun | Sport               | 0 – 0   | Brusque         | Ilha do Retiro    | Recife         | 7                             | 0                                 | 0       | 0                 | [ 96 ]  |
| 2022   | 1.º turno | 1/jul  | Cruzeiro            | 2 – 0   | Vila Nova       | Mineirão          | Belo Horizonte | 4                             | 0                                 | 0       | 0                 | [ 97 ]  |
| 2022   | 2.º turno | 27/ago | CRB                 | 0 – 0   | Criciúma        | Rei Pelé          | Maceió         | 7                             | 0                                 | 0       | 0                 | [ 98 ]  |
| 2022   | 2.º turno | 30/ago | Sampaio Corrêa      | 1 – 1   | Cruzeiro        | Castelão          | São Luís       | 2                             | 0                                 | 1       | 0                 | [ 99 ]  |
| 2022   | 2.º turno | 3/set  | Bahia               | 3 – 1   | Tombense        | Arena Fonte Nova  | Salvador       | 4                             | 0                                 | 0       | 1                 | [ 100 ] |
| 2022   | 2.º turno | 12/set | Sport               | 1 – 0   | Bahia           | Ilha do Retiro    | Recife         | 3                             | 0                                 | 0       | 0                 | [ 101 ] |
| 2023   | 1.º turno | 6/mai  | Tombense            | 0 – 1   | Avaí            | Soares de Azevedo | Muriaé         | 9                             | 1                                 | 1       | 0                 | [ 102 ] |
| 2023   | 2.º turno | 2/set  | Guarani             | 1 – 0   | Ponte Preta     | Brinco de Ouro    | Campinas       | 5                             | 0                                 | 1       | 0                 | [ 103 ] |
| 2023   | 2.º turno | 22/set | Atlético Goianiense | 3 – 1   | Criciúma        | Antônio Accioly   | Goiânia        | 7                             | 0                                 | 0       | 0                 | [ 104 ] |
| 2023   | 2.º turno | 30/set | Guarani             | 3 – 1   | Novorizontino   | Brinco de Ouro    | Campinas       | 2                             | 0                                 | 0       | 0                 | [ 105 ] |
| 2024   | 1.º turno | 11/mai | Guarani             | 2 – 0   | Botafogo-SP     | Brinco de Ouro    | Campinas       | 9                             | 0                                 | 0       | 0                 | [ 106 ] |
| 2024   | 1.º turno | 9/jun  | Avaí                | 0 – 0   | Chapecoense     | Ressacada         | Florianópolis  | 9                             | 0                                 | 0       | 0                 | [ 107 ] |
| 2024   | 2.º turno | 25/ago | Vila Nova           | 1 – 0   | América Mineiro | OBA               | Goiânia        | 4                             | 0                                 | 0       | 0                 | [ 108 ] |
| 2024   | 2.º turno | 5/out  | Ponte Preta         | 1 – 0   | Botafogo-SP     | Moisés Lucarelli  | Campinas       | 10                            | 1                                 | 0       | 0                 | [ 109 ] |
| Total  | Total     | Total  | Total               | Total   | Total           | Total             | Total          | 98                            | 2                                 | 4       | 1                 |         |

#### Campeonato Brasileiro Masculino – Série C
| Edição | Fase  | Data   | Partida  | Partida | Partida   | Estádio       | Cidade  | Cartões                       | Cartões                           | Cartões | Pênalti · Pênalti | Ref.    |
| Edição | Fase  | Data   | Mandante | Placar  | Visitante | Estádio       | Cidade  | Penalizado com cartão amarelo | Penalizado · Penalizado · Expulso | Expulso | Pênalti · Pênalti | Ref.    |
| ------ | ----- | ------ | -------- | ------- | --------- | ------------- | ------- | ----------------------------- | --------------------------------- | ------- | ----------------- | ------- |
| 2023   | Final | 22/out | Brusque  | 1 – 2   | Amazonas  | Augusto Bauer | Brusque | 5                             | 0                                 | 4       | 1                 | [ 110 ] |
| Total  | Total | Total  | Total    | Total   | Total     | Total         | Total   | 5                             | 0                                 | 4       | 1                 |         |

#### Supercopa do Brasil Feminino
| Edição | Fase  | Data   | Partida     | Partida | Partida   | Estádio           | Cidade    | Cartões                       | Cartões                           | Cartões | Pênalti · Pênalti | Ref.    |
| Edição | Fase  | Data   | Mandante    | Placar  | Visitante | Estádio           | Cidade    | Penalizado com cartão amarelo | Penalizado · Penalizado · Expulso | Expulso | Pênalti · Pênalti | Ref.    |
| ------ | ----- | ------ | ----------- | ------- | --------- | ----------------- | --------- | ----------------------------- | --------------------------------- | ------- | ----------------- | ------- |
| 2022   | Final | 13/fev | Corinthians | 1 – 0   | Grêmio    | Neo Química Arena | São Paulo | 3                             | 0                                 | 0       | 0                 | [ 111 ] |
| Total  | Total | Total  | Total       | Total   | Total     | Total             | Total     | 3                             | 0                                 | 0       | 0                 |         |

#### Copa do Brasil Masculino
| Edição | Fase     | Data   | Partida          | Partida | Partida           | Estádio        | Cidade           | Cartões                       | Cartões                           | Cartões | Pênalti · Pênalti | Ref.    |
| Edição | Fase     | Data   | Mandante         | Placar  | Visitante         | Estádio        | Cidade           | Penalizado com cartão amarelo | Penalizado · Penalizado · Expulso | Expulso | Pênalti · Pênalti | Ref.    |
| ------ | -------- | ------ | ---------------- | ------- | ----------------- | -------------- | ---------------- | ----------------------------- | --------------------------------- | ------- | ----------------- | ------- |
| 2023   | 3.ª fase | 12/abr | Atlético Mineiro | 2 – 1   | Brasil de Pelotas | Mineirão       | Belo Horizonte   | 3                             | 0                                 | 0       | 1                 | [ 112 ] |
| 2023   | 3.ª fase | 25/abr | Paysandu         | 0 – 3   | Fluminense        | Mangueirão     | Belém            | 6                             | 0                                 | 0       | 0                 | [ 113 ] |
| 2024   | 1.ª fase | 27/fev | Athletic         | 1 – 0   | Volta Redonda     | Arena Sicredi  | São João del-Rei | 7                             | 0                                 | 0       | 0                 | [ 114 ] |
| 2024   | 2.ª fase | 13/mar | Juventude        | 3 – 1   | Paysandu          | Alfredo Jaconi | Caxias do Sul    | 13                            | 0                                 | 1       | 0                 | [ 115 ] |
| 2024   | 3.ª fase | 22/mai | Fluminense       | 2 – 0   | Sampaio Corrêa    | Maracanã       | Rio de Janeiro   | 5                             | 0                                 | 0       | 0                 | [ 116 ] |
| Total  | Total    | Total  | Total            | Total   | Total             | Total          | Total            | 34                            | 0                                 | 1       | 1                 |         |

### Partidas entre Seleções Femininas
Fonte: 
| Edição | Fase         | Data   | Partida        | Partida | Partida   | Estádio           | Cidade    | Cartões                       | Cartões                           | Cartões | Pênalti · Pênalti | Ref.    |
| Edição | Fase         | Data   | Mandante       | Placar  | Visitante | Estádio           | Cidade    | Penalizado com cartão amarelo | Penalizado · Penalizado · Expulso | Expulso | Pênalti · Pênalti | Ref.    |
| ------ | ------------ | ------ | -------------- | ------- | --------- | ----------------- | --------- | ----------------------------- | --------------------------------- | ------- | ----------------- | ------- |
| 2020   | Amistoso     | 1/dez  | Brasil         | 8 – 0   | Equador   | Morumbi           | São Paulo | 0                             | 0                                 | 0       | 0                 | [ 117 ] |
| 2021   | T. Manaus    | 25/nov | Chile          | 1 – 0   | Venezuela | Arena da Amazônia | Manaus    | 0                             | 0                                 | 0       | 2                 | [ 118 ] |
| 2021   | T. Manaus    | 1/dez  | Brasil         | 2 – 0   | Chile     | Arena da Amazônia | Manaus    | 3                             | 0                                 | 0       | 0                 | [ 119 ] |
| 2022   | She Believes | 23/fev | Estados Unidos | 5 – 0   | Islândia  | Toyota            | Frisco    | 1                             | 0                                 | 0       | 0                 | [ 120 ] |
| Total  | Total        | Total  | Total          | Total   | Total     | Total             | Total     | 4                             | 0                                 | 0       | 2                 |         |